# Jean-Pierre Cometti
Jean-Pierre Cometti, né le 22 mai 1944 à Marseille et mort le 4 janvier 2016 à Toulouse,, est un philosophe français.

## Carrière
Jean-Pierre Cometti a été professeur à l’Université de Provence à partir de 1992 après avoir exercé au Maroc, aux Pays-Bas et en Allemagne, puis à l'École supérieure d'art d'Avignon où il a enseigné l’esthétique. Il est l'auteur de plusieurs livres et études consacrées à la pensée et à l’esthétique américaines, à l’œuvre de Robert Musil et à la philosophie de John Dewey et de Ludwig Wittgenstein.
Il a notamment publié à propos de et/ou traduit : Wittgenstein, Russell, Rorty, Searle, Lewis, Goodman, Dewey, Apel, Levinson, Putnam, Brandom, Gargani, Ferraris, Eco, Bürger.

## Publications
- La nouvelle aura, économies de l’art et de la culture, Paris, Questions théoriques, 2016
- La démocratie radicale : lire John Dewey, Paris, Gallimard, coll. « Folio essais », 2016
- Conserver-restaurer, l’œuvre d’art à l’époque de sa préservation technique, Paris, Gallimard, « Nrf essais », 2016
- Art et facteurs d’art, ontologies friables, Rennes, Presses universitaires de Rennes , 2012
- Qu’est-ce qu’une règle ?, Paris, J. Vrin, « Chemins philosophiques », 2011
- Qu’est-ce que le pragmatisme ?, Gallimard, « Folio essais », 2010
- La force d’un malentendu. Essais sur l'art et la philosophie de l'art, Paris, Questions théoriques, 2009
- Ludwig Wittgenstein et la philosophie de la psychologie, Paris, Presses universitaires de France, « Perspectives critiques », 2004
- Musil philosophe, l’utopie de l’essayisme, Paris, « Le don des langues », 2001
- Art, représentation, expression, Paris, Presses universitaires de France, « Philosophies », 2002
- Le philosophe et la poule de Kircher. Quelques contemporains, Paris, éditions de l’Éclat, 1997
- La maison de Wittgenstein ou Les voies de l’ordinaire, Paris, Presses universitaires de France, « Perspectives critiques », 1998
- L’art sans qualités, Tours, Farrago, 1999
- L’homme exact. Essai sur Robert Musil, Paris, Seuil, 1997
- Philosopher avec Wittgenstein, Paris, Presses universitaires de France, 1996. Réédition, Tours, Farrago, 2001
- Robert Musil, de “Törless” à “L’Homme sans qualités”, Bruxelles, P. Mardaga , 1986
- Robert Musil ou L’alternative romanesque, Paris, Presses universitaires de France, « Perspectives critiques », 1985